# Alain de Cadenet

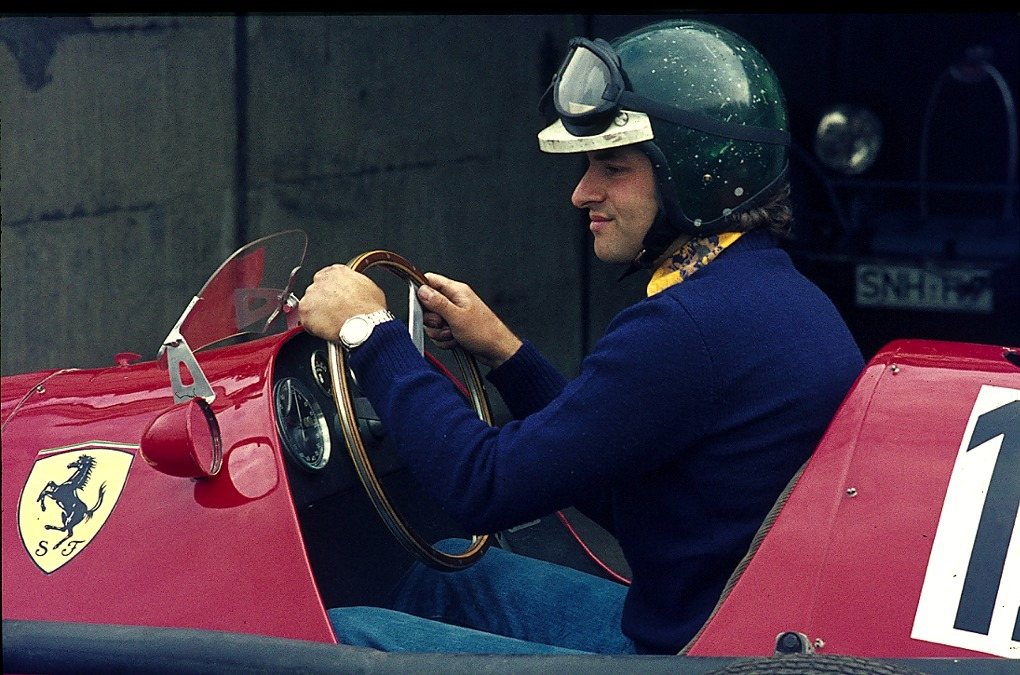
Alain de Cadenet 1975

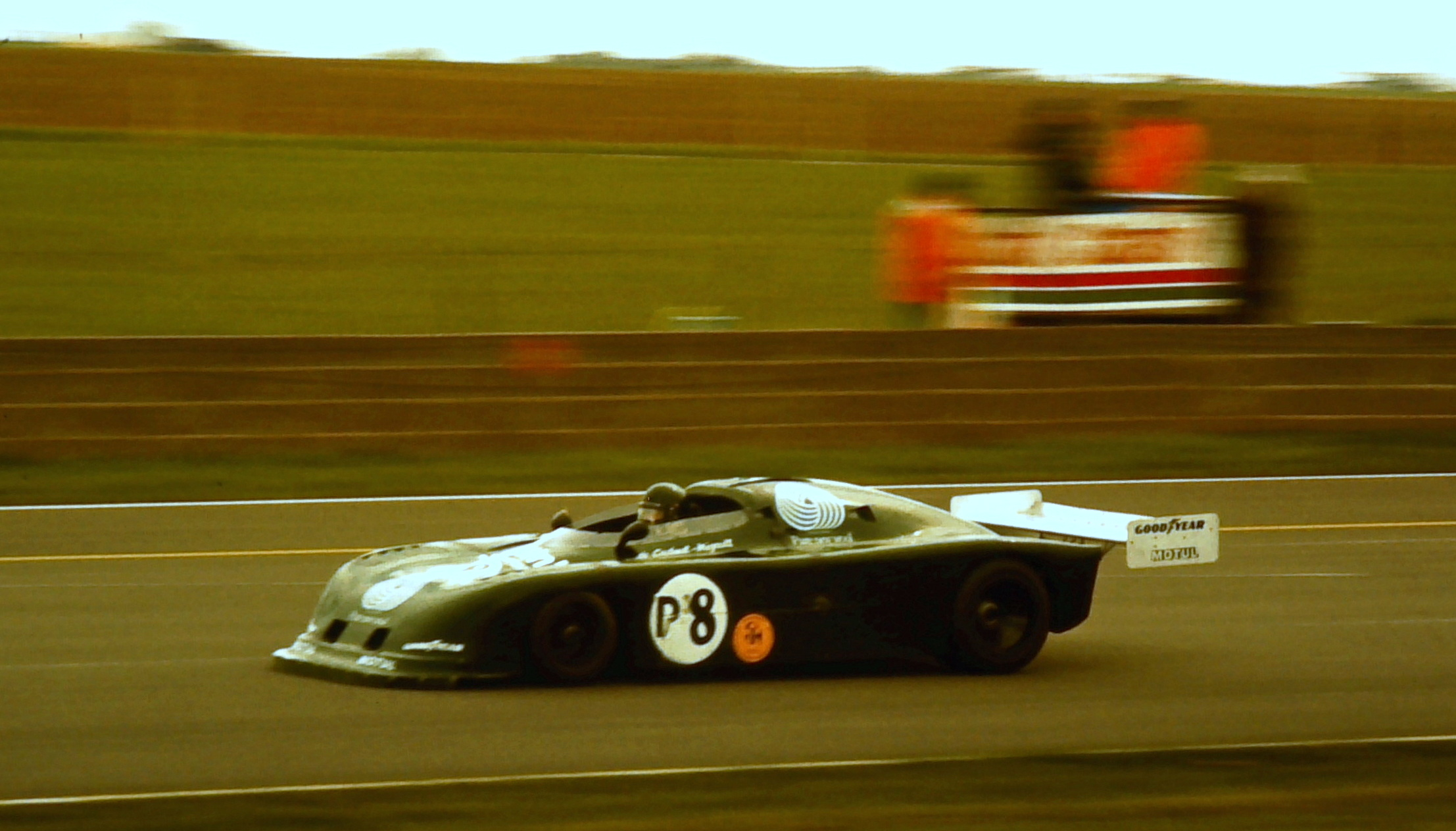
Am Steuer seines De Cadenet Lola LM beim 6-Stunden-Rennen von Silverstone 1979

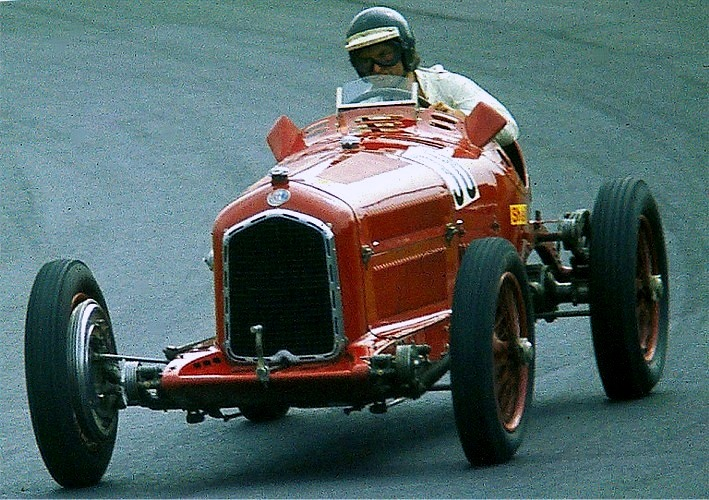
Alain de Cadenet in seinem Alfa Romeo P3 beim Oldtimer-Grand-Prix auf dem Nürburgring 1977

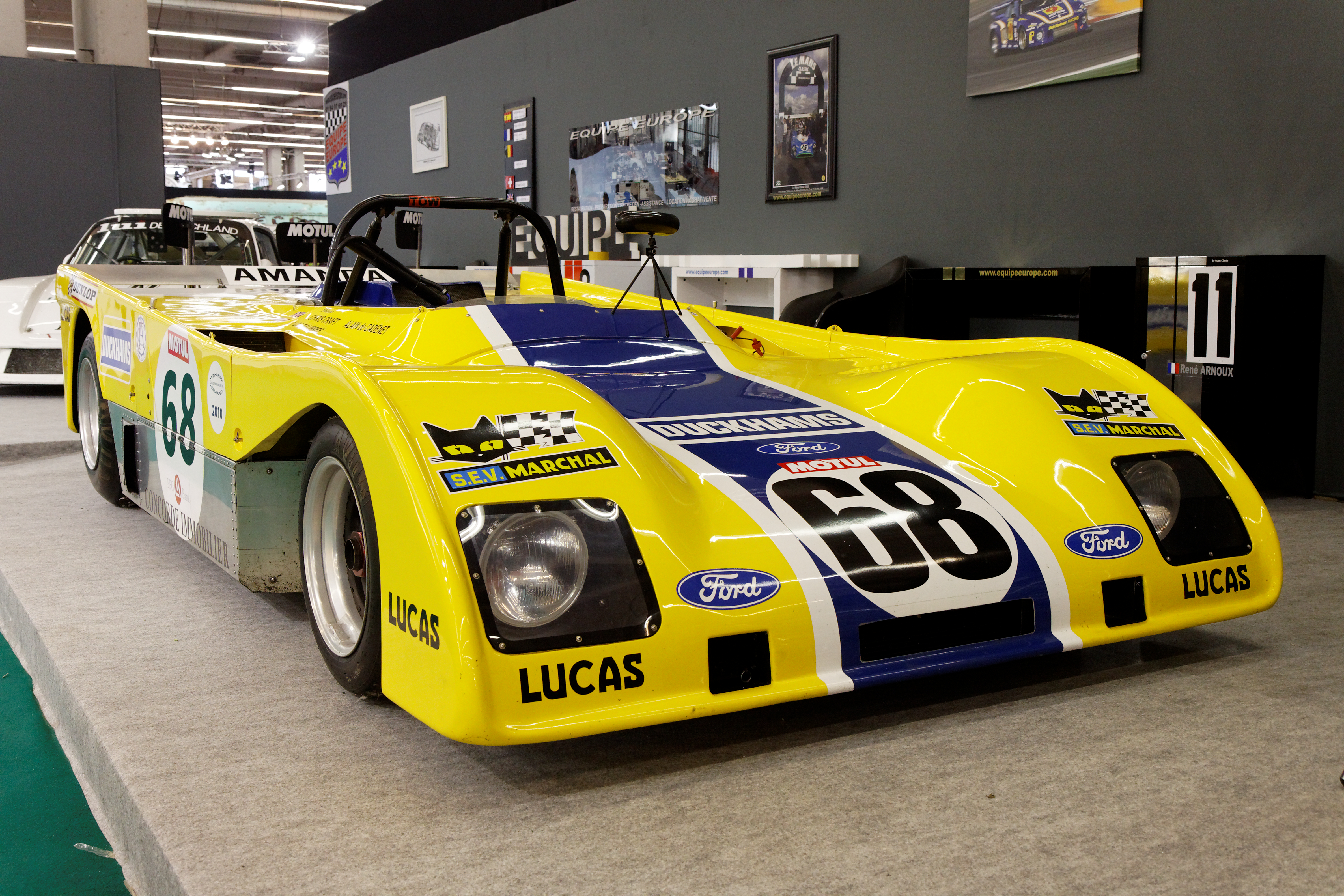
Der Duckhams LM für das 24-Stunden-Rennen von Le Mans 1972

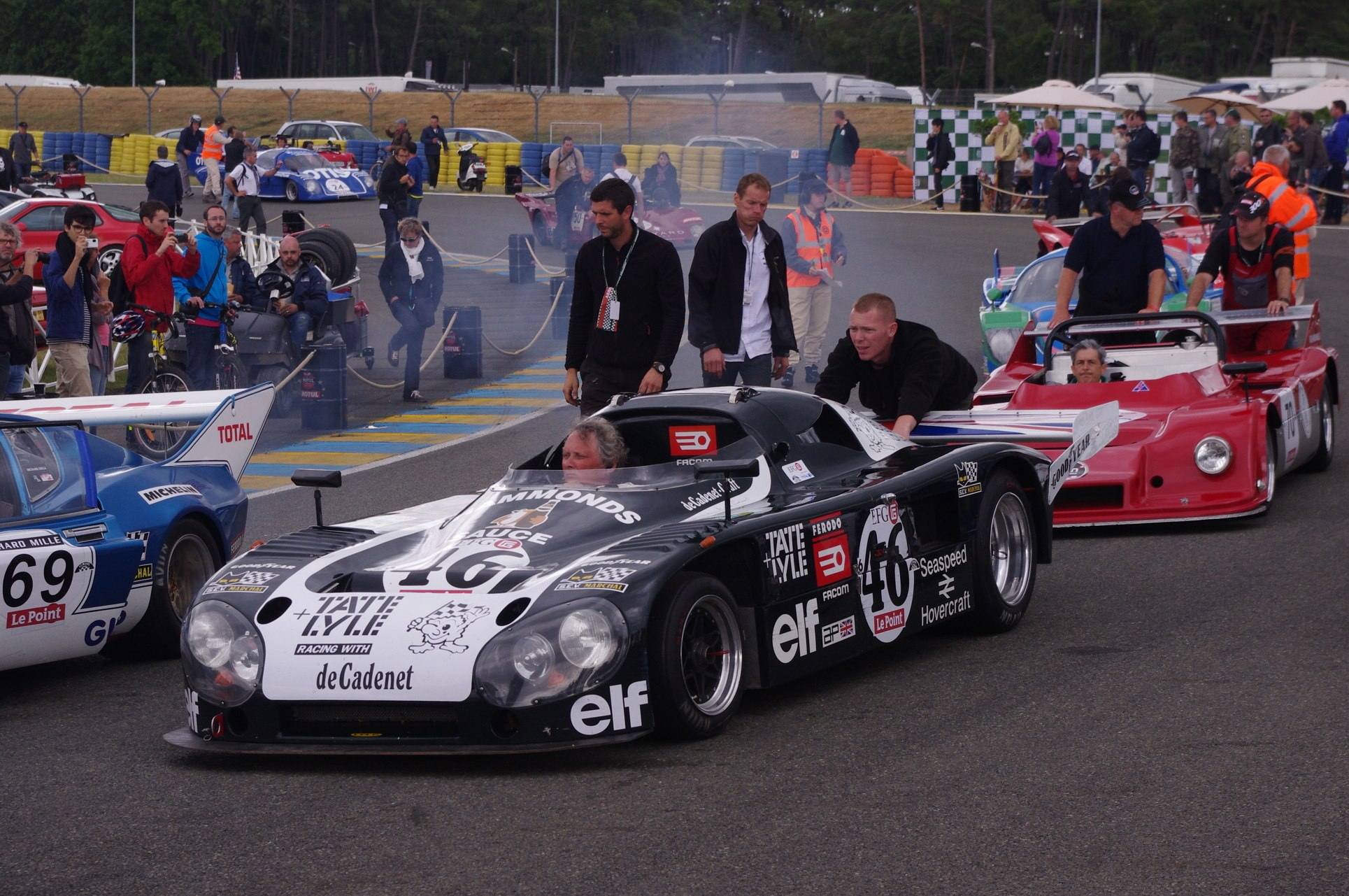
De-Cadenet-Lola T380 beim Le Mans Classic 2014

Alain Maxime de Cadenet (* 27. November 1945 in London; † 2. Juli 2022) war ein britischer Automobilrennfahrer, Rennstallbesitzer, Fotograf, Fernsehmoderator, Filmemacher und Unternehmer.

## Vor dem Rennsport
Alain de Cadenet wuchs im bürgerlichen Nachkriegs-London auf und studierte nach seiner Schulzeit Kunstgeschichte. Eine frühe Leidenschaft betraf die Philatelie. Er besaß eine große Sammlung und galt als Experte für Briefmarken der Zeit von König Georg V. Nach dem Studium arbeitete er als Modefotograf und kam durch eine Freundin mit dem Rennsport in Berührung: „Es war 1965, und ich besuchte mit meiner damaligen Freundin, einem Model, ein Autorennen“, erzählt de Cadenet. „Plötzlich verschwand sie mit einem Rennfahrer – das war der Moment, als ich beschloss, ebenfalls Rennfahrer zu werden, denn anscheinend hatten die Jungs mehr Erfolg bei den Mädchen als die Fotografen.“

## Karriere als Rennfahrer
Die Rennkarriere von Alain de Cadenet begann in den späten 1960er-Jahren im nationalen britischen Sportwagensport. 1967 fuhr er einen Porsche 904 GTS in der britischen Sportwagen-Meisterschaft. Seine erste Platzierung in der Endwertung erreichte er bei der Martini Trophy in Silverstone, als er Gesamtfünfzehnter wurde. Das Rennen gewann Paul Hawkins vor Mike Salmon (beide fuhren einen Ford GT40) und Richard Attwood (Ferrari 250LM).
De Cadenet meldete von Beginn seiner Karriere an seine Rennwagen fast ausschließlich selbst. Er suchte sich Sponsoren, um die Einsätze zu finanzieren, und begann früh mit dem Handel von Fahrzeugen. Er erwarb ausgemusterte Rennsportwagen, fuhr die Wagen einige Zeit und verkaufte sie meist mit Gewinn weiter. Er kaufte 1968 zwei Ferrari Dino 206S. Fahrgestell 024 war ein Ersatzwagen, der vorher bei keinem Rennen gemeldet war. Im Gegensatz dazu hatte Fahrgestell 004 eine erfolgreiche Renngeschichte hinter sich. Ludovico Scarfiotti und Lorenzo Bandini erreichten damit den zweiten Rang beim 1000-km-Rennen auf dem Nürburgring 1966. Ende 1967 hatte Tony Dean den Ferrari gekauft, der ihn nach einem Jahr an De Cadenet weiterverkaufte. De Cadenet bestritt damit 1969 einige Rennen zur Sportwagen-Weltmeisterschaft.
1970 erreichte er mit dem fünften Rang beim 1000-km-Rennen von Buenos Aires seine bis dahin beste Platzierung bei einem internationalen Rennen. Sein Teampartner im Porsche 908/02 war der Argentinier Carlos Pairetti. Im Ziel hatte das Duo zehn Runden Rückstand auf die Sieger Jean-Pierre Beltoise und Henri Pescarolo im Matra-Simca MS630/650.
In seiner langen Karriere feierte De Cadenet vier Gesamt- und ebenso viele Klassensiege. Zwei der Gesamterfolge gelangen 1980 in der Sportwagen-Weltmeisterschaft. Besonders bemerkenswert war der Sieg beim 1000-km-Rennen von Monza. Zur Halbzeit des Rennens übergab er den De Cadenet LM an seine Teamkollegin Desiré Wilson, als bald heftiger Regen einsetzte. Während die gesamte Konkurrenz an die Box kam, um Regenreifen aufzuziehen, fuhr Wilson mit Slicks weiter. Über die fahrerische Leistung der Südafrikanerin sagte De Cadenet später: „Wie sie es geschafft hat, sich dieses Wolfsrudel auf Regenreifen vom Hals zu halten, werde ich nie wissen. Aber es war die unglaublichste Vorführung in Sachen Können und Rennfahrerkunst, die ich jemals gesehen habe.“ Er verschwieg allerdings, dass auch Wilson gerne die Reifen gewechselt hätte. Als sie jedoch an die Box kommen wollte, wurde ihr per Zeichen zu verstehen gegeben, sie solle weiterfahren; das Team hatte keine Regenreifen. Im Ziel hatten Wilson und De Cadenet einen Vorsprung von zehn Sekunden auf Jürgen Barth und Henri Pescarolo im Joest-Porsche 935/77A. Zwei Wochen später siegten sie auch beim 1000-km-Rennen von Silverstone.

### De Cadenet und Le Mans
1971 begann die lange Verbundenheit von Alain de Cadenet mit dem 24-Stunden-Rennen von Le Mans. Er nahm ein Engagement bei der Ecurie Francorchamps an und fuhr gemeinsam mit Hughes de Fierlant einen Ferrari 512M. Ein Defekt an der Antriebswelle beendete den Einsatz vorzeitig.
Als Ende des Jahres 1971 die 5-Liter-Formel bei den Sportwagen endete, galt der Ferrari 312PB als bester Wagen für die kommende Saison 1972. De Cadenet fuhr nach Maranello, um bei der Scuderia ein 312PB-Fahrgestell zu erwerben. Ferrari verkaufte jedoch keine aktuellen Rennsportwagen mehr an Privatteams und das Ansinnen wurde abgewiesen. Besonders verärgert war de Cadenet, weil man ihm bei Ferrari nicht zutraute, den mit Formel-1-Technik ausgestatteten Wagen zu fahren. Nächste Anlaufstelle war Brabham, wo der junge Konstrukteur Gordon Murray arbeitete. Murray übernahm die Aufgabe, einen Wagen zu konstruieren, der optisch dem 312PB entsprach und Bauteile von Brabhams Monopostos aufnehmen konnte. Finanziert wurde das Projekt von Duckhams Oil. Der Sponsor war auch Namensgeber des Rennwagens, der von einem 3-Liter-Cosworth-DFV-Motor angetrieben wurde: Duckhams LM. Das Rennen in Le Mans 1972 war der erste Einsatz des neuen Wagens. Als zweiter Fahrer wurde Chris Craft verpflichtet, der in den 1970er-Jahren zum regelmäßigen Partner von de Cadenet bei den Rennstarts in Le Mans wurde. 1972 kam das Duo mit dem Duckhams als Gesamtzwölfter ins Ziel.
Das beste Ergebnis in Le Mans gelang 1976. Ein Lola-T380-Fahrgestell wurde mit einer neuen Karosserie versehen und zum De Cadenet-Lola T380. Gegen starke Konkurrenz, unter anderen die Werksmannschaften von Porsche und BMW, erreichten de Cadenet und Craft den dritten Gesamtrang. Am Podium der ersten drei tauchten sie jedoch nicht auf, weil sie in der Hektik und dem Gedränge nach dem Rennen das Siegerpodest nicht fanden.
Zwischen 1971 und 1985 war er 15-mal in Le Mans am Start. Außer dem dritten Rang 1976 gab es mit dem fünften 1977 und dem siebten 1980 zwei weitere Platzierungen unter den ersten zehn der Schlusswertung.

### Der Unfall bei der Targa Florio
Trotz der vielen Starts in Le Mans war das Lieblingsrennen De Cadenets die Targa Florio, das er in seiner Karriere nur zweimal bestritt. 1970 fuhr er einen Porsche 911T an die 15. Stelle der Gesamtwertung. Teamkollege war Mike Ogier. 1971 meldete er mit David Weir einen Lola T210. Im Rennen hatte er einen Unfall und wurde von einem wegbrechenden Wrackteil am Kopf getroffen. Der Lola kam an einer Barriere zu stehen, auslaufendes Benzin entzündete sich am heißen Motor und der Lola begann zu brennen. Ein am Streckenrand stehender Soldat rettete De Cadenet das Leben, indem er den Bewusstlosen aus dem Wrack befreite. Viele Jahre später trafen sich Retter und Fahrer bei den Dreharbeiten zu De Cadenets Targa-Florio-Film wieder.

## Nach dem Rennsport
Nach dem Ende seiner Motorsportkarriere, seinen letzten Renneinsatz hatte er 1988, intensivierte er den Handel mit historischen Rennfahrzeugen, wurde Moderator für Motorsport-Fernsehsendungen und drehte mit The Sicilian Dream einen Film über die Targa Florio. Dem Rennsport blieb er als regelmäßiger Starter bei Autorennen mit historischen Rennfahrzeugen verbunden.

## Familie
Der Ehe mit Anna de Cadenet, einem ehemaligen Model, entstammen zwei Kinder. Die 1972 geborene Tochter Amanda ist Schauspielerin und Fotografin. Sie war in erster Ehe mit dem Duran-Duran-Bassisten John Taylor verheiratet. Die gemeinsame Tochter Atlanta de Cadenet-Taylor arbeitet wie die Großmutter als Model. 2006 heiratete sie Nick Valensi, den Gitarristen der US-amerikanischen Rockband The Strokes. Das Paar hat zwei Kinder, die Tochter Ella und den Sohn Silvain.
1974 wurde Alexander de Cadenet geboren, der Maler, Bildhauer und Performance-Künstler ist.
Alain de Cadenet starb im Juli 2022 im 77. Lebensjahr.

## Statistik

### Le-Mans-Ergebnisse
| Jahr | Team                       | Fahrzeug             | Teamkollege        | Teamkollege           | Platzierung | Ausfallgrund     |
| ---- | -------------------------- | -------------------- | ------------------ | --------------------- | ----------- | ---------------- |
| 1971 | Ecurie Francorchamps       | Ferrari 512M         | Hughes de Fierlant |                       | Ausfall     | Antriebswelle    |
| 1972 | Duckham’s Oil Motor Racing | Duckhams LM          | Chris Craft        |                       | Rang 12     |                  |
| 1973 | Duckham’s Oil              | Duckhams LM          | Chris Craft        |                       | Ausfall     | Kupplungsschaden |
| 1975 | Alain de Cadenet           | De Cadenet-Lola T380 | Chris Craft        |                       | Rang 14     |                  |
| 1976 | Alain de Cadenet           | De Cadenet-Lola T380 | Chris Craft        |                       | Rang 3      |                  |
| 1977 | Alain de Cadenet           | De Cadenet LM        | Chris Craft        |                       | Rang 5      |                  |
| 1978 | Alain de Cadenet           | De Cadenet LM        | Chris Craft        |                       | Rang 15     |                  |
| 1979 | Alain de Cadenet           | De Cadenet LM        | François Migault   |                       | Ausfall     | Getriebeschaden  |
| 1980 | Alain de Cadenet           | De Cadenet LM        | François Migault   |                       | Rang 7      |                  |
| 1981 | Alain de Cadenet           | De Cadenet-Lola LM   | Jean-Michel Martin | Philippe Martin       | Ausfall     | Motorschaden     |
| 1982 | Grid Racing                | Grid Plaza S1        | Desiré Wilson      | Emilio de Villota     | Ausfall     | Motorschaden     |
| 1983 | Primagaz                   | Cougar C01B          | Yves Courage       | Michel Dubois         | Ausfall     | Motorschaden     |
| 1984 | Charles Ivey Racing        | Porsche 956          | Chris Craft        | Allan Grice           | Ausfall     | Motorschaden     |
| 1985 | Primagaz                   | Cougar C12           | Yves Courage       | Jean-François Yvon    | Rang 20     |                  |
| 1986 | Primagaz Team Cougar       | Cougar C12           | Yves Courage       | Pierre-Henri Raphanel | Rang 18     |                  |

### Einzelergebnisse in der Sportwagen-Weltmeisterschaft
| Saison | Team                                                          | Rennwagen                           | 1   | 2   | 3   | 4   | 5   | 6   | 7   | 8   | 9   | 10  | 11  | 12  | 13  | 14  | 15  | 16  | 17  |
| ------ | ------------------------------------------------------------- | ----------------------------------- | --- | --- | --- | --- | --- | --- | --- | --- | --- | --- | --- | --- | --- | --- | --- | --- | --- |
| 1969   | Scodec de Cadenet                                             | Ferrari Dino 206S                   | DAY | SEB | BRH | MON | TAR | SPA | NÜR | LEM | WAT | ZEL |     |     |     |     |     |     |     |
| 1969   | Scodec de Cadenet                                             | Ferrari Dino 206S                   |     |     | 15  |     |     |     | DNF |     |     |     |     |     |     |     |     |     |     |
| 1970   | Juan Manuel Fangio Ecurie Evergreen Piers Forester Team Snake | Porsche 908 Porsche 911 Ford GT40   | DAY | SEB | BRH | MON | TAR | SPA | NÜR | LEM | WAT | ZEL |     |     |     |     |     |     |     |
| 1970   | Juan Manuel Fangio Ecurie Evergreen Piers Forester Team Snake | Porsche 908 Porsche 911 Ford GT40   | DNF |     | DNF |     | 15  |     | 22  |     |     | 11  |     |     |     |     |     |     |     |
| 1971   | NART Snakespeed Ecurie Francorchamps                          | Ferrari 312P Lola T210 Ferrari 512S | BUA | DAY | SEB | BRH | MON | SPA | TAR | NÜR | LEM | ZEL | WAT |     |     |     |     |     |     |
| 1971   | NART Snakespeed Ecurie Francorchamps                          | Ferrari 312P Lola T210 Ferrari 512S |     | 5   |     |     |     |     | DNF |     | DNF |     | 4   |     |     |     |     |     |     |
| 1972   | Duckhams Alain de Cadenet                                     | Duckhams LM                         | BUA | DAY | SEB | BRH | MON | SPA | TAR | NÜR | LEM | ZEL | WAT |     |     |     |     |     |     |
| 1972   | Duckhams Alain de Cadenet                                     | Duckhams LM                         |     |     |     |     |     |     |     |     | 12  |     |     | DNF |     |     |     |     |     |
| 1973   | Duckhams                                                      | Duckhams LM                         | DAY | VAL | DIJ | MON | SPA | TAR | NÜR | LEM | ZEL | WAT |     |     |     |     |     |     |     |
| 1973   | Duckhams                                                      | Duckhams LM                         |     |     |     |     | DNF |     |     |     |     |     |     |     |     |     |     |     |     |
| 1974   | Domecq Racing                                                 | Chevron B26                         | MON | SPA | NÜR | IMO | LEM | ZEL | WAT | LEC | BRH | KYA |     |     |     |     |     |     |     |
| 1974   | Domecq Racing                                                 | Chevron B26                         |     |     |     |     |     | 7   |     |     |     |     |     |     |     |     |     |     |     |
| 1977   | Dorset Racing Hammonds                                        | Lola T294 Ford Capri                | DAY | MUG | DIJ | MON | SIL | NÜR | VAL | PER | WAT | EST | LEC | MOS | IMO | SAL | BRH | HOK | VAL |
| 1977   | Dorset Racing Hammonds                                        | Lola T294 Ford Capri                |     |     | 3   |     | 19  |     |     |     |     |     |     |     |     |     |     |     |     |
| 1978   | Alain de Cadenet                                              | De Cadenet LM                       | DAY | SEB | MUG | TAL | DIJ | SIL | NÜR | LEM | MIS | DAY | WAT | VAL | ROD |     |     |     |     |
| 1978   | Alain de Cadenet                                              | De Cadenet LM                       |     |     |     |     | 15  |     |     |     |     |     |     |     |     |     |     |     |     |
| 1979   | Alain de Cadenet                                              | De Cadenet LM                       | DAY | SEB | MUG | TAL | DIJ | RIV | SIL | NÜR | LEM | PER | DAY | WAT | SPA | BRH | ROA | VAL | ELS |
| 1979   | Alain de Cadenet                                              | De Cadenet LM                       |     |     |     |     |     |     | 2   |     | DNF |     |     |     |     | 6   |     |     |     |
| 1980   | Alain de Cadenet                                              | De Cadenet LM                       | DAY | BRH | SEB | MUG | MON | RIV | SIL | NÜR | LEM | DAY | WAT | SPA | MOS | ROA | VAL | DIJ |     |
| 1980   | Alain de Cadenet                                              | De Cadenet LM                       |     | 3   |     |     | 1   |     | 1   |     | 7   |     |     |     |     |     |     |     |     |
| 1981   | Alain de Cadenet                                              | De Cadenet LM                       | DAY | SEB | MUG | MON | RIV | SIL | NÜR | LEM | PER | DAY | WAT | SPA | MOS | ROA | BRH |     |     |
| 1981   | Alain de Cadenet                                              | De Cadenet LM                       |     |     |     |     | DNF |     |     |     |     |     |     |     |     |     |     |     |     |
| 1982   | Grid Racing                                                   | Grid Plaza S1                       | MON | SIL | NÜR | LEM | SPA | MUG | FUJ | BRH |     |     |     |     |     |     |     |     |     |
| 1982   | Grid Racing                                                   | Grid Plaza S1                       | DNF |     |     |     |     |     |     |     |     |     |     |     |     |     |     |     |     |
| 1983   | Primagaz                                                      | Cougar C01                          | MON | SIL | NÜR | LEM | SPA | FUJ | KYA |     |     |     |     |     |     |     |     |     |     |
| 1983   | Primagaz                                                      | Cougar C01                          | DNF |     |     |     |     |     |     |     |     |     |     |     |     |     |     |     |     |
| 1984   | Primagaz Cougar Ivey Racing                                   | Cougar C01 Porsche 956              | MON | SIL | LEM | NÜR | BRH | MOS | SPA | IMO | FUJ | KYA | SAN |     |     |     |     |     |     |
| 1984   | Primagaz Cougar Ivey Racing                                   | Cougar C01 Porsche 956              |     | 17  | DNF |     |     |     |     |     |     |     |     |     |     |     |     |     |     |
| 1985   | Primagaz                                                      | Cougar C12                          | MUG | MON | SIL | LEM | HOK | MOS | SPA | BRH | FUJ | SEL |     |     |     |     |     |     |     |
| 1985   | Primagaz                                                      | Cougar C12                          | 20  |     |     |     |     |     |     |     |     |     |     |     |     |     |     |     |     |
| 1986   | Primagaz Cougar                                               | Cougar C12                          | MON | SIL | LEM | NÜN | BRH | JER | NÜR | SPA | FUJ |     |     |     |     |     |     |     |     |
| 1986   | Primagaz Cougar                                               | Cougar C12                          | 17  |     |     |     |     |     |     |     |     |     |     |     |     |     |     |     |     |